# 李連生 (香港)
李連生，BBS（1937年5月19日—2015年3月22日），第六、七、八、九、十屆全國人大代表，前新界社團聯會會長、現任榮譽會長，中國星火基金會榮譽會長。曾任香港特別行政區基本法諮詢委員會委員、香港新機場及有關工程諮詢委員會委員、香港農牧職工會主席、香港漁民互助社秘書長、名譽社長、港事顧問、香港特別行政區籌備委員會委員、推選委員會委員、選舉委員會委員、港區全國人大代表選舉會議成員。
李連生長期盡心竭力為新界的社區及公眾服務，參與成立香港特別行政區的籌備工作，貢獻尤多，於1998年獲香港特別行政區政府頒授銅紫荊星章。